# Storenosoma
Storenosoma is een geslacht van spinnen uit de  familie van de Amaurobiidae (nachtkaardespinnen).

## Soorten
- Storenosoma altum Davies, 1986
- Storenosoma hoggi (Roewer, 1942)
- Storenosoma supernum Davies, 1986
- Storenosoma terraneum Davies, 1986